# 異世界で孤児院を開いたけど、なぜか誰一人巣立とうとしない件
『異世界で孤児院を開いたけど、なぜか誰一人巣立とうとしない件』（いせかいでこじいんをひらいたけど なぜかだれひとりすだとうとしないけん）は、初枝れんげによる日本のライトノベル。略称は「異世界孤児院」「マサツグ様」。2016年から小説投稿サイト「小説家になろう」にて連載開始。その登場人物の突拍子もない言動からネットで話題になり、2018年にTOブックスから大幅にシナリオを変更した上で書籍化された。イラストはパルプピロシが担当している。
メディアミックスとして、2018年6月よりウェブコミック配信サイト『WEBコミックガンマぷらす』における漫画化とA-KOEにおけるボイスドラマ化が開始された。2019年には舞台化され、好評につき2020年にも再演された。

## あらすじ
Web版
スクールカースト最底辺の高校生、直見真嗣は異世界へクラスメイトごと召喚されてしまう。呼び出した王様は真嗣が持つスキルは大したことがないと誰もやりたがらない孤児院の経営を押し付けられる。しかし、彼の持っていたスキルは超強力だった。孤児院には恵まれないが可愛い少女たちが集まり、彼女らを守るために権力者やかつてのクラスメイトを見返しながら孤児院の経営をしていく。
書籍版
ある日突然、ワルズム王国へ召喚された俺様な性格の高校生の直見真嗣は早々にチート能力に覚醒、無双していくが王様から寂れた孤児院の経営を任されることになる。前の孤児院運営者の借金取りに狙われる上に、孤児としてやってくるのは一筋縄じゃいかない少女たち。クラスカースト底辺な真嗣が異能を駆使しながら居場所をなくした少女たちとの日々が始まった。

## 登場人物
声はボイスドラマより。
直見真嗣（なおみ まさつぐ）
声 - 髙木朋弥
本作の主人公。ワルムズ王国にクラス召還された際、戦力として認められなかったため、孤児院の経営をすることとなる。
知力・体力共に高いのだが、独特の喋り方と他人に対する傲岸不遜な物言い、更には口も悪いという性格に難を抱えた男。それが原因ですぐさま敵を作ってしまい、元の世界では高校でイジメを受け、スクールカースト底辺にいた。転生したことで得た「守る」は誰でも持っているようなものだと思われたが実は違い、「身近な誰かをあらゆる意味で守護する」という、選ばれた人間の中で1億人に1人いるかどうかの超希少スキル・「守る（改）」だった。
書籍版では俺様な性格に変更されたが、傲岸不遜な物言いと口の悪さは相変わらず。
リュシア
声 - 安野希世乃
廃墟に住みついていた、猫獣人の少女。元は大商人ゴレットの奴隷で、酷い虐待を受けていたが病気により顔が爛れたため捨てられる。最高峰の治療魔法であるリザレクションでも治せないはずだったその容姿は、真嗣の守る力により完治した。
主要ヒロインの中で最初に真嗣に出会ったことと自分を治療してくれた恩から、彼を最も信頼して慕っている。書籍版で猫人族とされた以外、Web版との大きな変更点は無い（Web版でもリュシアは猫耳と明記されている）。
エリン
声 - 井澤詩織
エルフの元王女。バルク王国の暗殺部隊から逃げのびたところを真嗣に救われる。
Web版では帰ることもできたが真嗣の近くにいたいとそのまま居続け、王女らしく上品な口調。
書籍版ではサバイバル生活を強いられたことから性格がテロリストのようになり、門限破り上等、暴力が当たり前な孤児院一の問題児という、まるっきり正反対なキャラクターへ大幅に改変された。
シー
声 - 水間友美
孤児院の古井戸に封じられていた水の精霊。真嗣が来たことで穢れがなくなり封印が解かれた。
Web版は大陸中の水の精霊たちを取りまとめる「精霊神」で、彼女の復活により孤児院周辺の環境はかなり改善した。その代わり王都では作物は枯れ果てて水も腐り、ゾンビや幽霊が跋扈するようになってしまう。
書籍版ではエリンと共に大幅に改変され、「わがまま放題の駄精霊」「ペット枠」と言われてしまうなど、チート級のスペックがほとんどなくなっている。
ミヤモト
声 - 三好晃祐
真嗣のクラスメイトでイジメの主犯格で、フルネームは宮本昇（みやもと のぼる）。クラスカーストの頂点に立ち、家が金持ちで真嗣も認めざるを得ない切れ者。転移後、癒しの力をもたらす聖剣「ナイチンゲール」に選ばれ、クラスメイトを率いて引き続き君臨していた。しかし、ある日の買い物中のマサツグらに鉢合わせた際、マサツグを罵った上で孤児院の少女たちに自分に付くよう誘いを持ち掛けるも、逆に孤児院の少女たちから散々罵倒された挙句、マサツグによってナイチンゲールを使用不能にされたことで彼に激しい逆恨みを抱き、復讐を誓う。
弱者を狙いすましていじめたり、女生徒を性的に弄んだりと姑息で陰湿な卑劣漢でありながら、異常なほどに高い自尊心を持ち合わせ、最後までその自尊心を失わなかった。
作者である初枝の、高校時代の同級生がモデルとのこと。
アリア
声 -岡咲美保

ガナドール
声 - 小田邊千尋

## 既刊一覧

### 小説
- 初枝れんげ（著）・パルプピロシ（イラスト） 『異世界で孤児院を開いたけど、なぜか誰一人巣立とうとしない件』 TOブックス、全3巻
  1. 2017年9月1日第1刷発行（8月10日発売[4]）、ISBN 978-4-86472-604-7
  2. 2018年3月1日第1刷発行（2月10日発売[9]）、ISBN 978-4-86472-666-5
  3. 2018年10月1日第1刷発行（9月10日発売[10]）、ISBN 978-4-86472-733-4

### 漫画
- 初枝れんげ（原作）・有池智実（作画）・パルプピロシ（キャラクター原案） 『異世界で孤児院を開いたけど、なぜか誰一人巣立とうとしない件』 竹書房〈バンブーコミックス〉、既刊10巻（2025年6月6日現在）
  1. 2018年12月31日初版第1刷発行（12月17日発売[11]）、ISBN 978-4-8019-6468-6
  2. 2019年7月31日初版第1刷発行（7月17日発売[12]）、ISBN 978-4-8019-6681-9
  3. 2020年6月5日初版第1刷発行（5月22日発売[13]）、ISBN 978-4-8019-6939-1
  4. 2021年3月13日初版第1刷発行（2月27日発売[14]）、ISBN 978-4-8019-7161-5
  5. 2021年10月28日初版第1刷発行（10月14日発売[15]）、ISBN 978-4-8019-7456-2
  6. 2022年7月21日初版第1刷発行（7月7日発売[16]）、ISBN 978-4-8019-7695-5
  7. 2023年2月21日初版第1刷発行（2月7日発売[17]）、ISBN 978-4-8019-7964-2
  8. 2023年10月5日発売[18]、ISBN 978-4-8019-8173-7
  9. 2024年7月5日発売[19]、ISBN 978-4-8019-8349-6
  10. 2025年6月6日発売[20]、ISBN 978-4-8019-8663-3

## 舞台
初演は2019年5月8日から5月12日にかけて、Capella2.5企画によってダブルキャスト（マーキュリーチームおよびヴィーナスチーム）にて行われ、2020年1月15日から1月19日にかけて再演された。

### 初演
池袋シアターグリーン BOXinBOX THEATERが会場。小説3巻をアレンジした内容となっている。
キャスト（初演）
ダブルキャストのためチーム別で表記する。また、アリア役の2人は反対のチームの公演の ｢王女アムネリアス｣役としても出演する。
マーキュリーチーム（初演）
- マサツグ：松田シオン
- リュシア：野田怜奈
- エリン：岬イル
- シー：安田千尋
- アリア：宮本京果
- ミヤモト：水瀬元晴
- ガナドール：秋子いをり
- モルテッシモ：大和ほなみ
- ランセリア：紫希茜音
- 花澤心陽：石井未来
- 江頭幸一：加藤弘基
- 佐伯碧：姫萠華
- 神崎俊：平畑栄樹
- ゾルチ：武井美緒
- ドゥエス：金澤美里
- パピカ：野本梨加
- 宰相：九羽紅緒
- 役名なし：林香奈、深澤桃子、大丸美鈴、万屋美樹

ヴィーナスチーム（初演）
- マサツグ：伊藤セナ
- リュシア：山田夏帆
- エリン：花瀬琴音
- シー：高野璃奈
- アリア：陽向海真珠
- ミヤモト：中尾陽太
- ガナドール：千歳あめ
- モルテッシモ：佐々木璃生
- ランセリア：大森佳澄
- 花澤心陽：鈴木沙霧
- 江頭幸一：猪狩達也
- 佐伯碧：尾添由
- 神崎としゅか：岡部朋美
- ゾルチ：矢吹瑠璃
- ドゥエス：久徳綾美
- パピカ：廣江望帆
- 宰相：幸村郁
- 役名なし：島田彩希、田中みさ、MARIO、KYOKO KITANO

共通（初演）
- 役名なし：長谷川利穂子、佐藤駿平、入川礁、奈良宙生、平野愛理

スタッフ（初演）
- 演出：小森章
- 脚本・プロデューサー：井川楊枝
- 照明：磯崎みずほ
- 音響：Sleepingowl
- 殺陣：奈良宙生
- 衣装・ヘアメイク：瀬島千紘
- ダンス振り付け：Takeshi/Airi
- 舞台監督：Akira

### 再演
大塚萬劇場が会場。
キャスト（再演）
ダブルキャストのためチーム別で表記する。
マーキュリーチーム（再演）
- 松田シオン

- 乃並なの
- 星村彩乃
- 鈴原紗央
- 油座すみれ
- 水瀬元晴
- 岡部朋美
- 梶間大輝
- 中西葵
- 雪見苺
- 星乃彩月
- 雪湖あまね
- 太田麻衣
- 望ノ城さえ
- 幡地美佳
- 篠崎美和
- 久木田かな子
- 入川礁
- 大森佳澄
- 櫻井元紀
- 松尾勇太朗

ヴィーナス（再演）
- 桜樹舞都
- 山田夏帆
- 花瀬琴音
- 陽向海真珠
- 桜井理衣
- 岩田陸
- 石井未来
- 白石竜也
- 玉村宙子
- 彦田かおり
- 美蘭
- 矢吹瑠璃
- 星野優佳
- 廣江海
- 平野晶子
- 阿部シコウ
- 美尾優気
- 大長加奈
- 佐々木聡
- 青海龍

共通（再演）
- 奈良宙生

ダンサー（再演）
- 島田彩希
- 南マルセラ
- TOYO
- 天海勝利
- スズムラ雀
- 才藤えみ
- 陽向海真珠
- 中西葵

スタッフ（再演）
- 演出・舞台監督：小森章
- 脚本・プロデュース：井川楊枝
- 照明：内田梢
- 音響：Sleepingowl、Madoka
- 演出助手：青海龍、入川礁
- 衣装・ヘアメイク：瀬島ちひろ
- 殺陣：奈良宙生
- 振付：Takeshi、舞木ひと美
- スチール：内井隆晶
- 動画：尾崎鉱史
- 美術：増野光晴（いけばな雪舟流）、坂元隆一
- 運営スタッフ：瀬川みつる、玉置太郎、弥音夏、高須すみれ
- 協力：TOブックス、竹書房、MARCOT、有池智実、GS-PRO、汪洋企画
- テーマ曲：「君がいるから歩き出せた」（作詞：西口綾子／作曲・編曲：川崎泰弘（Atelier LadyBird）、歌：白瀬あかり）